# Estación Valentín Gómez
Valentín Gómez es una estación ferroviaria ubicada en las áreas rurales del partido de Rivadavia, Provincia de Buenos Aires, Argentina.

## Ubicación
La estación se encuentra a 543 km de la Ciudad Autónoma de Buenos Aires.

## Servicios
No presta servicios de pasajeros. Sus vías están concesionadas a la empresa de cargas FerroExpreso Pampeano S.A., sin embargo las vías se encuentran sin uso y en estado de abandono.